# 레즈 (영화)
《레즈》(영어: Reds)는 1981년 개봉한 미국의 서사, 역사 드라마 영화이다. 워런 비티가 감독과 공동각본을 맡았다. 제54회 아카데미상 감독상, 촬영상 수상작이다.

## 출연

### 주연
- 워런 비티
- 다이안 키튼

### 조연
- 에드워드 허먼
- 저지 코진스키
- 잭 니콜슨
- 진 해크먼
- 폴 소르비노
- 모린 스태플튼

## 기타
- 미술: 마이클 세이턴
- 미술: 리처드 실버트
- 의상: 셜리 러셀